# Backtrack (film)
Backtrack è un film del 2015 diretto da Michael Petroni.

## Trama
Lo psicoterapeuta Peter Bower soffre di incubi e visioni inquietanti da quando sua figlia Evie morì in un incidente stradale un anno prima, incidente per il quale si sente colpevole; sua moglie Carol soffre di una grave forma di depressione e raramente si alza dal letto. Nel suo studio Peter incontra diversi clienti, a lui raccomandati dal suo mentore, Duncan. Una sera Peter trova nella sua sala d'attesa una ragazzina che sembra essere muta: porge a Peter un abbonamento del treno in cui c'è scritto il suo nome, Elizabeth Valentine. Su uno dei fogli fornitole da Peter scrive il numero 12787, prima di fuggire via, apparentemente spaventata dal suono del treno che passa in lontananza.
Peter chiede quindi consiglio a Duncan, il quale pensa che Elizabeth sia solo un'allucinazione di Peter causata dai sensi di colpa per non essere riuscito ad impedire la morte di sua figlia: Duncan fa infatti notare come le iniziali di Elizabeth (E.V.) suonino come il nome "Evie". Tornato nel suo ufficio, Peter ricerca il nome di Elizabeth, scoprendo che è morta il 12 luglio 1987, cioè 12-7-87, come i numeri da lei scritti. Approfondendo le sue ricerche, Peter fa una scoperta agghiacciante: tutti i suoi pazienti sono in realtà morti in quella data.
Peter chiede quindi a Duncan di incontrarlo, ma quando lo fa scopre che lo stesso Duncan è un fantasma; completamente disturbato, Peter consulta una mappa e scopre che tutti i suoi pazienti deceduti vivevano lungo una linea ferroviaria che portava alla sua città natale, False Creek. Raggiunge quindi tale città e raggiunge suo padre William, un poliziotto in pensione. Visitando il bar della cittadina, Peter incontra un amico d'infanzia, Barry, e cerca di discutere con lui su un evento orribile accaduto loro in gioventù e sul quale avevano stabilito un patto di segretezza; Barry reagisce male e chiede a Peter di lasciarlo fuori da ogni sua eventuale confessione.
In un flashback si scopre che, quando erano adolescenti, Barry aveva portato Peter in un luogo segreto di cui suo fratello maggiore gli aveva parlato, dove le coppiette si incontravano per fare sesso nelle loro auto. I ragazzi avevano lasciato le loro biciclette lungo i binari del treno per spiare una coppia che si era appartata in auto. Quando avevano sentito un treno avvicinarsi, erano scappati per spostare le bici, ma non erano arrivati in tempo, perciò il treno era deragliato, uccidendo quarantasette passeggeri. Peter scopre così che molte delle vittime sono in realtà i suoi futuri “clienti”.
La mattina dopo, Peter va alla stazione di polizia dove, senza citare Barry, rende piena confessione dell'accaduto all'agente Barbara Henning: lei gli dice che è improbabile che dovrà affrontare accuse, poiché l'omicidio colposo è oramai andato in prescrizione. Peter scopre che Barbara è la figlia di una delle passeggere decedute, ma lei lo perdona, raccontandole che al funerale William era stato gentile con lei, ispirandola a diventare una agente di polizia. Quando l'uomo va via, Barbara riapre il faldone del deragliamento e nelle foto nota che William era giunto sul posto con la sua auto privata.
Duncan appare a Peter, dicendogli che è impossibile che due biciclette potessero far deragliare un treno, ragion per cui c'è dell'altro oltre all'incidente; Duncan esorta Peter a ricordare esattamente ciò che lo distrasse nel giorno della morte di Evie. Peter rammenta di aver guardato in una vetrina di un negozio di trenini, puntando l'occhio, in particolare, su di un modello di posto di movimento. La mattina dopo decide di recarsi al posto di movimento situato a pochi metri dal luogo del deragliamento, trovando al suo interno Barry che si è impiccato. Quando la polizia arriva, Peter confessa a Barbara che anche Barry era lì la notte dell'incidente, ma lo ha intenzionalmente lasciato fuori dalla sua confessione; più tardi, le racconta anche delle sue allucinazioni cominicate dopo la morte di Evie. Lei non gli crede, ma lui rivela dettagli su sua madre (che era uno dei suoi pazienti "fantasma") che altrimenti non avrebbe potuto conoscere.
Un agente di polizia trova una vecchia spilla arrugginita sul pavimento del posto di movimento e la dà a Barbara, che scopre essere l'insegna del liceo di Elizabeth. Lei va a casa di Peter dove incontra William: gli dice che la notte del deragliamento la strada per raggiungere il luogo dell'incidente era bloccata dai rottami del treno, quindi non si capisce come abbia fatto William ad arrivare in auto sul luogo. Inoltre Elisabeth fu l'unica vittima la cui causa di morte fu ritenuta sconosciuta.
Nel frattempo, Peter torna al posto di movimento e improvvisamente ricorda tutti gli eventi della notte dell'incidente: nell'auto che aveva spiato assieme a Barry c'era in realtà Elisabeth, che poi era fuggita inseguita dal suo aguzzino. Il giovane Peter aveva scambiato la ragazza per il suo amico Barry che correva alle biciclette: poi, recatosi al posto di movimento, aveva visto suo padre strangolare Elizabeth e, nella lotta, quest'ultima aveva accidentalmente tirato la leva di scambio, causando il deragliamento del treno. Poco dopo, William, che non aveva visto il figlio, mise il corpo della ragazzina sulla scena dell'incidente e aveva chiuso frettolosamente l'inchiesta per insabbiare il tutto.
William intuisce come Barbara si stia avvicinando alla verità e la colpisce, facendole perdere i sensi; mentre la mette nel bagagliaio della sua auto, arriva Peter che affronta il padre, dicendo di conoscere la verità; William reagisce mettendo fuori gioco anche Peter e caricando anch'egli nell'auto.
La mattina dopo, William esce con Peter e Barbara svenuti in macchina. Mentre li sta portando sui binari del treno per inscenare una loro morte accidentale, il fantasma di Elizabeth appare sulla strada, sorprendendo William e facendogli perdere il controllo del veicolo. Nell'incidente che segue, Peter e Barbara riescono a fuggire, mentre William finisce con la sua auto bloccata sui binari del treno, chiuso a chiave dentro, trattenuto da Elizabeth; inevitabilmente muore travolto dal treno che sopraggiunge. Mentre Peter e Barbara stanno sul lato dei binari, l'uomo intravede sul treno i fantasmi delle vittime, mentre Elisabeth, finalmente serena, si allontana.
Più tardi, Peter è sulla spiaggia con Evie, che si alza e cammina verso l'oceano, anch'ella passando oltre, in pace. Sua moglie si unisce a lui e gli chiede a cosa stia pensando: Peter le dice che sta pensando ai loro bambini. Carol sorride e si abbracciano.

## Distribuzione
Il film è stato presentato in anteprima il 18 aprile 2015 al Tribeca Film Festival. Il 24 aprile 2015 la Saban Films ha acquisito i diritti di distribuzione del film..

## Accoglienza

### Critica
Sull'aggregatore di recensioni Rotten Tomatoes il film ha una valutazione del 30% sulla base di 40 recensioni e un voto medio di 4,50/10. Su Metacritic il film ha ha un punteggio di 43 su 100 basato su 10 recensioni.